# Catedral de São Pedro e São Paulo (Ulan Bator)
A Catedral dos Santos Pedro e Paulo é uma igreja católica situada no território da cidade de Ulan Bator, na Mongólia. É a igreja matriz da prefeitura Apostólica de Ulaanbaatar.
A catedral foi consagrada em 30 de outubro de 2003 pelo cardeal Crescenzio Sepe, então prefeito da Congregação para a Evangelização dos Povos.

## Estrutura
A estrutura da catedral, projetada pelo arquitecto sérvio Predak Stupar, lembra muito o tradicional yurt, casa móvel típica dos mongóis nômadas, com a sua forma circular e feltro nas paredes.
Tem 36 janelas semicirculares e uma janela para a claraboia que foram acrescentadas em 2005, no projeto do irmão Mark, membro da comunidade de Taizé. Nos vitrais estão pintados os quatro evangelistas com uma águia, um anjo, um iaque e um leopardo-das-neves (os dois últimos como re-interpretação local da iconografia cristã tradicional, que dá um touro alado e um leão alado).